# Élection gouvernorale de 2019 au Mississippi
L'élection gouvernorale de 2019 au Mississippi a lieu le 5 novembre 2019 afin d'élire le gouverneur de l'État américain du Mississippi.
Les élections primaires des deux principaux partis ont lieu le 6 août 2019. Le gouverneur sortant républicain Phil Bryant, élu en 2011 et réélu en 2015 ne peut pas se représenter. C'est le lieutenant-gouverneur de l'État, Tate Reeves qui remporte l'investiture républicaine pour lui succéder. Du côté démocrate, l'investiture est remportée par le procureur général de l'État, Jim Hood. 
Tate Reeves parvient à être élu, après avoir rattrapé son retard sur Hood dans les sondages. Il est cependant élu avec un plus faible score que son prédécesseur. Jim Hood, bien que défait, réalise quant à lui la meilleure performance démocrate depuis 1999.

## Contexte
Le Mississippi, a été, comme la plupart des anciens États confédérés, un bastion démocrate à partir des années 1870. Durant les années 1990, il a basculé du côté républicain et est depuis considéré comme étant l'un des États les plus républicains du pays, ayant voté largement pour Donald Trump à l'élection présidentielle américaine de 2016. Aucun gouverneur démocrate n'a été élu depuis 1999. 

## Système électoral
Le gouverneur du Mississippi est élu par un collège de grands électeurs pour un mandat de quatre ans renouvelable une seule fois. Les grands électeurs représentent chacun un des districts de la Chambre des représentants du Mississippi et le vainqueur du district remporte un grand électeur. Dans le cas où aucun candidat n'emporterait la majorité absolue des grands électeurs (62 grands électeurs sur 122), ce sont les membres de la Chambre des représentants du Mississippi qui élisent le gouverneur. 

## Primaire républicaine
Le lieutenant-gouverneur sortant est opposé pour l'investiture républicaine au juge Bill Waller Jr. (fils de l'ancien gouverneur Bill Waller) et au représentant de l'État Robert Foster. À l'issue du premier tour de scrutin, Foster est éliminé ; Waller et Reeves s'affrontent lors d'un second tour, remporté par Reeves. 

### Candidats
- Robert Foster, Représentant du Mississippi (depuis 2016)
- Tate Reeves, lieutenant-gouverneur du Mississippi (depuis 2012), trésorier du Mississippi (2004-2012)
- Bill Waller Jr., président de la Cour Suprême du Mississippi (2009-2019), juge à la Cour Suprême du Mississippi (1998-2009)

### Résultats
| Candidat | Candidat        | Premier tour | Premier tour | Second tour | Second tour |
| Candidat | Candidat        | Voix         | %            | Voix        | %           |
| -------- | --------------- | ------------ | ------------ | ----------- | ----------- |
|          | Tate Reeves     | 187 312      | 48,89        | 179 623     | 54,13       |
|          | Bill Waller Jr. | 128 010      | 33,42        | 152 201     | 45,87       |
|          | Robert Foster   | 67 758       | 17,69        | Éliminé     | Éliminé     |
|          |                 |              |              |             |             |
| Total    | Total           | 383 080      | 100,00       | 331 824     | 100,00      |

## Primaire démocrate
Le procureur général Jim Hood remporte aisément l'investiture face à 7 autres candidats mineurs.

### Candidats
- William Bond Compton Jr.
- Michael Brown
- Jim Hood, procureur général du Mississippi (depuis 2004)
- Robert Ray
- Robert Shuler Smith, procureur du Comté de Hinds (depuis 2008)
- Gregory Wash
- Velesha Williams, ancienne militaire
- Albert Wilson, homme d'affaires

### Résultats
| Candidat | Candidat                 | Voix    | %      |
| -------- | ------------------------ | ------- | ------ |
|          | Jim Hood                 | 208 634 | 69,00  |
|          | Michael Brown            | 33 247  | 10,99  |
|          | Velesha Williams         | 20 844  | 6,89   |
|          | Robert Shuler Smith      | 20 395  | 6,74   |
|          | Robert Ray               | 5 609   | 1,85   |
|          | William Bond Compton Jr. | 5 321   | 1,76   |
|          | Albert Wilson            | 5 122   | 1,69   |
|          | Gregory Wash             | 3 218   | 1,06   |
|          |                          |         |        |
| Total    | Total                    | 302 390 | 100,00 |

## Sondages

### Prédictions
| Institut                  | Prédiction         |
| ------------------------- | ------------------ |
| The Cook Political Report | Plutôt Républicain |
| Inside Elections          | Plutôt Républicain |
| Sabato's Crystal Ball     | Plutôt Républicain |

### Reeves vs. Hood
| Institut    | Date       | Reeves (Républicain) | Hood (Démocrate) | Autre/Indécis |
| ----------- | ---------- | -------------------- | ---------------- | ------------- |
| Institut    | Date       |                      |                  | Autre/Indécis |
| Mason-Dixon | 19/10/2019 | 46 %                 | 43 %             | 11 %          |
| Mason-Dixon | 01/02/2019 | 42 %                 | 44 %             | 14 %          |
| Mason-Dixon | 14/04/2018 | 39 %                 | 44 %             | 17 %          |
| Mason-Dixon | 15/12/2017 | 37 %                 | 43 %             | 20 %          |

### Reeves vs. Hood vs. Waller
| Institut    | Date       | Reeves (Républicain) | Hood (Démocrate) | Waller (Indépendant) | Autre/Indécis |
| ----------- | ---------- | -------------------- | ---------------- | -------------------- | ------------- |
| Institut    | Date       |                      |                  |                      | Autre/Indécis |
| Mason-Dixon | 01/02/2019 | 38 %                 | 40 %             | 9 %                  | 13 %          |

## Résultats
| Candidat | Candidat          | Parti        | Vote populaire | Vote populaire | Vote populaire | Collège électoral | Collège électoral |
| Candidat | Candidat          | Parti        | Voix           | %              | +/-            | Voix              | +/-               |
| -------- | ----------------- | ------------ | -------------- | -------------- | -------------- | ----------------- | ----------------- |
|          | Tate Reeves       | Républicain  | 459 396        | 51,91          | 14,33          | 73                | 12                |
|          | Jim Hood          | Démocrate    | 414 368        | 46,83          | 14,45          | 49                | 12                |
|          | David Singletary  | Indépendant  | 8 522          | 0,80           | 0,80           |                   |                   |
|          | Bob Hickingbottom | Constitution | 2 625          | 0,30           | 0,30           |                   |                   |
|          |                   |              |                |                |                |                   |                   |
| Total    | Total             | Total        | 884 911        | 100,00         | en stagnation  | 122               | en stagnation     |